# جیووانی فرمیکونی
جیووانی فرمیکونی (انگلیسی: Giovanni Formiconi؛ زادهٔ ۱۴ دسامبر ۱۹۸۹) بازیکن فوتبال اهل ایتالیا است.
از باشگاه‌هایی که در آن بازی کرده‌است می‌توان به باشگاه فوتبال اودینزه، باشگاه فوتبال آ. ث. لومتزانه، و باشگاه فوتبال بنونتو اشاره کرد.
وی همچنین در تیم‌های ملی فوتبال زیر ۱۹ سال ایتالیا و زیر ۲۰ سال ایتالیا بازی کرده‌است.